# Michael Frielinghaus
Michael Frielinghaus (* 28. Juni 1951) ist ein deutscher Architekt.

## Leben
Michael Frielinghaus ist Sohn eines Veterinärs und dessen Frau. Ein Bruder ist der Schauspieler Paul Frielinghaus. Die Schauspielerin Erna Fassbinder und der schon 1946 verstorbene Kammersänger Wilhelm Fassbinder waren seine Großeltern, der Kölner Bildhauer Wilhelm Fassbinder war sein Urgroßvater.

## Werdegang
Frielinghaus legte 1977 an der Technischen Hochschule Darmstadt das Diplom ab und wurde noch im selben Jahr Mitarbeiter im Architekturbüro Hohmann, G.  Bremmer, H. Bremmer, Lorenz und Partner in Friedberg. 1990 wurde er Partner des Architekturbüros Bremmer-Lorenz-Frielinghaus + Partner (BLFP), 1993 Geschäftsführender Gesellschafter und 2008 bis 2018 Geschäftsführender Alleingesellschafter.
1991 wurde er Mitglied im Bund Deutscher Architekten (BDA). Er war Mitglied im Landesvorstand und stellvertretender Landesvorsitzender des BDA in Hessen. 2003 wurde er zum Vizepräsidenten des BDA und von 2007 bis 2013 zum Präsidenten gewählt.

## Bauten (Auswahl)
Planungen und Realisierungen folgender Projekte:
- Diözesanes Zentrum Sankt Nikolaus in Limburg an der Lahn
- Neubau Europäische Schule RheinMain in Bad Vilbel 2010–2012
- Umbau und Sanierung Otto-Hahn-Schule in Hanau
- Neubau Universitätsklinikum Gießen (Rhön-Klinikum) 2006–2011
- Altenpflegeheim der Diakonie in Friedberg 2005–2008
- Verwaltungs- und Forschungsgebäude mit Rechenzentrum des Deutschen Wetterdienstes in Offenbach am Main 2005–2008
- Kurparkplaza in Bad Nauheim 2005–2008
- Umbau und Sanierung Dienstleistungszentrum in Friedberg 1998–2005
- Rathaus im Schloss Butzbach 1998–2002
- Verbundleitstelle OVAG Friedberg 1996–1999
- Wohngebäude Rummelsburger Bucht in Berlin 1994–1997
- Betriebsbereich Ost des Flughafens Frankfurt Main 1987–1993

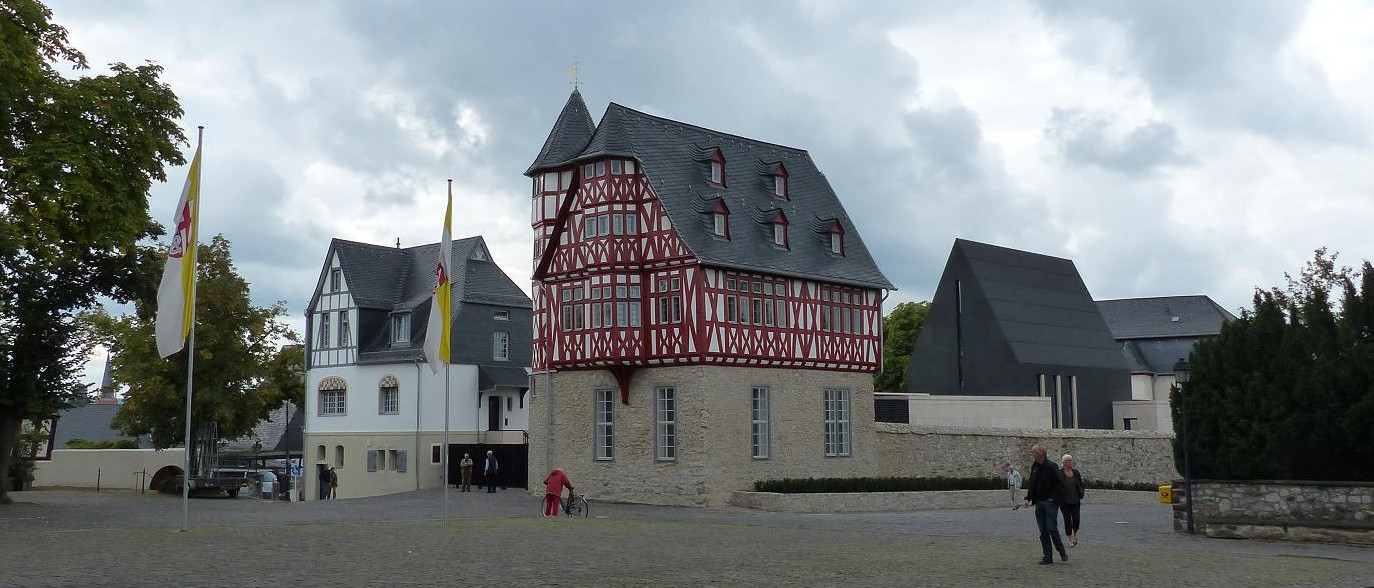
Das Diözesane Zentrum St. Nikolaus
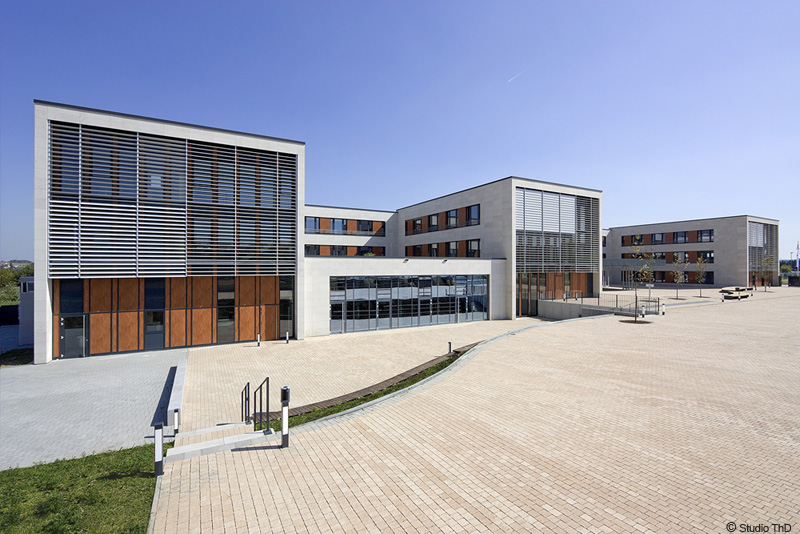
Europäische Schule Bad Vilbel
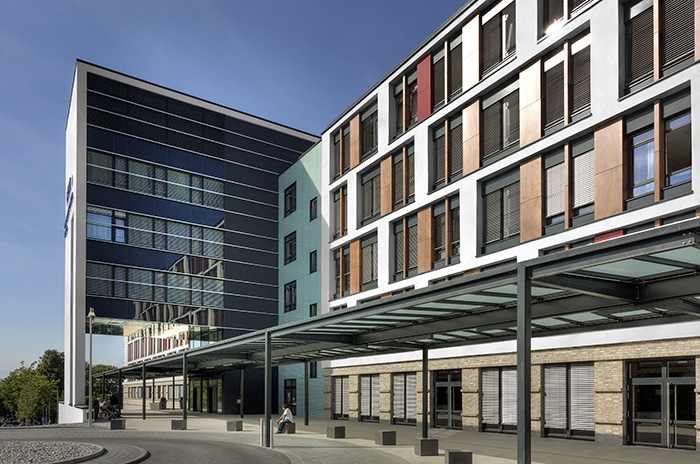
Uniklinikum Giessen
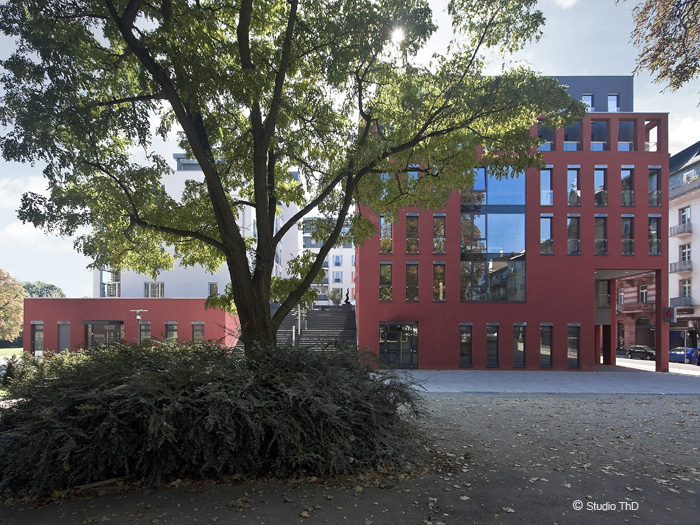
Kurparkplaza Bad Nauheim
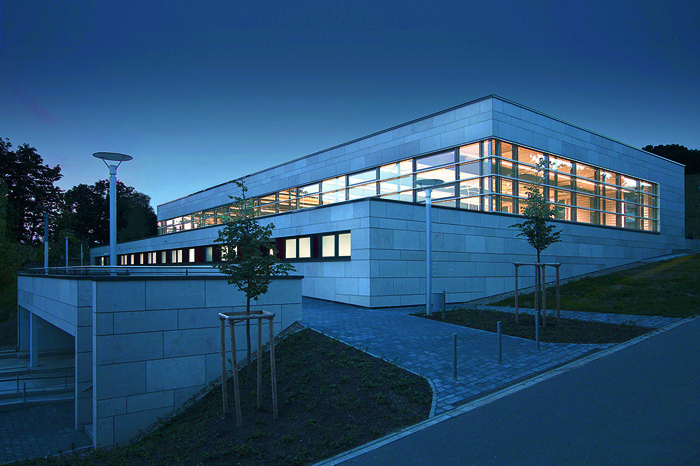
Sporthalle Usingen
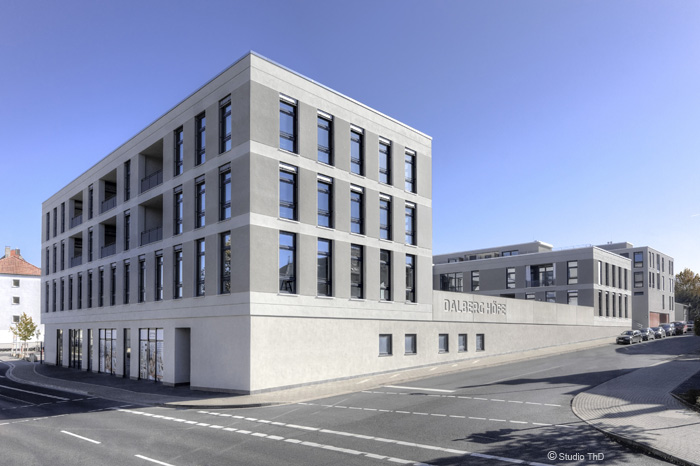
Dalberg Höfe Fulda

| Personendaten    | Personendaten         |
| ---------------- | --------------------- |
| NAME             | Frielinghaus, Michael |
| KURZBESCHREIBUNG | deutscher Architekt   |
| GEBURTSDATUM     | 28. Juni 1951         |